# Смагін Сергій Борисович
Сергій Борисович Смагін (рос. Сергей Борисович Смагин; нар. 8 вересня 1958, Норильськ) – російський шахіст, гросмейстер від 1987 року.

## Шахова кар'єра
Перших успіхів почав досягати в середині 1980-х років. У 1985 році вперше взяв участь у фіналі чемпіонату СРСР, посівши в Ризі з-поміж 20 учасників (серед яких мав найнижчий рейтинг Ело) високе, 6-те місце. Того самого року переміг на міжнародних турнірах у Наленчуві, а також в Дрездені (разом з Валерієм Чеховим). У наступних роках досягнув низки успіхів в особистому заліку, зокрема:
- 1986 – Таллінн (меморіал Олександра Котова, посів 2-ге місце позаду Костянтина Лернера)[3], Новий Сад (посів 1-ше місце), Каппель-ла-Гранд (поділив 1-ше місце разом з В'ячеславом Ейнгорном i Джозефом Галлахером),
- 1987 – Трнава (посів 1-ше місце), Зениця (посів 1-ше місце), Сочі (меморіал Михайла Чигоріна, поділив 1-ше місце разом з Євгеном Пігусовим i Андрієм Харитоновим), Норильськ (поділив 1-ше місце разом з Борисом Гельфандом, Олексієм Вижманавіним i Костянтином Лернером,
- 1988 – Берлін (посів 1-ше місце), Копенгаген (поділив 2-ге місце позаду Ларса Карлссона, разом з Гаррі Шюсслером i Ларсом Бо Хансеном),
- 1989 – Зениця (поділив 2-ге місце позаду Петара Поповича, разом з Драголюбом Велимировичем, Бранко Дамляновичем, Еміром Діздаревичем i Ріко Маскарінасом),
- 1990 – Гастінґс (турнір за схевенінгенською системою, поділив 1-ше місце разом з Джозефом Галлахером, Григорієм Кайдановим i Лашою Джанджгавою), Берлін (поділив 3-тє місце позаду Юрія Балашова i Олега Романишина, разом з Лотарем Фогтом i Лутцом Еспігом),
- 1991 – Чачак (поділив 1-ше місце разом з Мілко Попчевим, Відень (поділив 2-ге місце позаду Еріком Лоброном, разом із, зокрема, Едвінсом Кеньгісом i В'ячеславом Іконніковим), Валби (поділив 1-ше місце разом з Йонні Гектором, Бентом Ларсеном i Лотаром Фогтом),
- 1992 – Копенгаген (турнір Politiken Cup, поділив 1-ше місце разом з Меттью Садлером, Джоном Емссом i Амігдором Биховським),
- 1995 – Дортмунд (open, поділив 1-ше місце разом з Йожефом Пінтером i Аршаком Петросяном), Москва (3-тє місце позаду Михайла Салтаєва i Олега Корнєєва),
- 2000 – Монреаль (поділив 1-ше місце разом з Едуардасом Розенталісом).

Найвищий рейтинг Ело в кар'єрі мав станом на 1 жовтня 2000 року, досягнувши 2613 пунктів, посідав тоді 67-ме місце в світовій класифікації ФІДЕ.